# 李景 (隋)
李 景（り けい、生年不詳 - 618年）は、隋の軍人。字は道興。本貫は天水郡。休官族の人。

## 経歴
北周の応戎二州刺史の李超の子として生まれた。成長すると、容貌は魁偉で、膂力は人にすぐれ、髭が美しく、勇敢で弓射を得意とした。北周が北斉を平定するにあたって、李景は功績を挙げて、儀同三司の位を受けた。尉遅迥の乱の平定にも功績を挙げ、位を開府儀同三司に進め、平寇県公の爵位を受けた。
589年（開皇9年）、隋が大軍を動員して南朝陳を攻撃すると、李景は行軍総管として王世積の下で従軍し、位を上開府に進めた。590年（開皇10年）、高智慧らが江南で反乱を起こすと、李景は再び行軍総管として楊素の下で反乱を討った。別軍を率いて倉嶺を平定し、凱旋すると鄜州刺史に任じられた。598年（開皇18年）、高句麗遠征に参加し、馬軍総管となり、帰還すると漢王楊諒に仕えた。文帝は李景の武勇をみて感心し、「卿は相表して位は人臣を極むべし」と評した。599年（開皇19年）、史万歳が大斤山に突厥を討つと、李景は別路から敵軍を迎撃し、これを撃破した。後に上明公楊紀とともに義成公主を突厥に送り、恒安に達すると、突厥の攻撃を受けた。代州総管の韓洪が突厥に敗れると、李景は部下数百人を率いて韓洪を助け、3日にわたって奮戦した。韓州刺史に任じられたが、漢王楊諒に仕えていたことから、赴任しなかった。
仁寿年間、代州総管を検校した。604年（仁寿4年）、漢王楊諒が并州で乱を起こすと、李景は兵を発して防戦した。楊諒が劉嵩を派遣して李景を襲撃させ、城東で戦った。李景が楼に登って弓を射かけると、弦に応じて倒れない敵兵はなかった。李景は壮士を選抜して劉嵩を討ち、敵兵の大半を斬りあるいは捕らえた。楊諒は嵐州刺史の喬鍾葵に兵3万を与えて李景を攻めさせた。李景の部下は数千に過ぎず、加えて城池も堅固ではなかったため、反乱軍の攻撃を受けると、城壁は相次いで崩れた。李景は戦いながら城壁を修理し、兵士たちもみな死闘したため、反乱軍の攻撃を全て撃退した。李景の司馬の馮孝慈や司法参軍の呂玉はともに勇敢で、戦闘を得意とした。儀同三司の侯莫陳乂は計略が多く、守城の戦術に巧みであった。李景はこの3人をうまく用いて、持久戦に耐えた。1月あまりして、朔州総管の楊義臣が援軍にやってくると、呼応して攻撃し、喬鍾葵の軍を破った。李景はまもなく召し出されて入京し、位を柱国に進め、右武衛大将軍の号を受けた。
李景は智略に長けているとはいえなかったが、忠実であることから煬帝に信任されていた。605年（大業元年）、煬帝が江都に行幸すると、李景は後軍をつとめた。608年（大業4年）、黔安夷の向思多が反乱を起こすと、李景はこれを撃破した。吐谷渾に対する征戦に従軍し、青海で吐谷渾を撃破した。位を光禄大夫に進めた。609年（大業5年）、煬帝が西巡して天水に達すると、李景は煬帝に食事を献上した。煬帝は「公が主人である」といって、斉王楊暕の上座にすわらせた。煬帝が隴川宮にいたり、大規模な狩猟を催そうとしたところ、李景と左武衛大将軍の郭衍に非難の言があったと人に奏上された。煬帝は激怒して、側近たちにふたりを殴打させ、免官させた。610年（大業6年）、李景はもとの位にもどされ、宇文述らとともに官僚の登用人事を管掌した。
611年（大業7年）、高句麗の武厲城を攻め破り、苑丘侯の爵位を受けた。612年（大業8年）、渾弥道に進出した。613年（大業9年）、再び高句麗遠征に参加した。軍を返すにあたって、李景は殿軍をつとめた。高句麗軍が追撃してくると、李景はこれを撃退した。爵位を滑国公に進めた。楊玄感の乱には朝臣の子弟の多くが参加していたが、李景はひとり無関係であった。煬帝は李景を頼りにして「李大将軍」と呼び、名を直接呼ばなかった。
616年（大業12年）、煬帝は李景に命じて高句麗遠征のための戦闘器具を北平郡に集めさせた。煬帝は李景に馬1匹を与え、名を「師子𩢴」といった。幽州の楊仲緒の率いる反乱軍1万人あまりが北平を攻撃すると、李景は兵を率いてこれを撃破し、楊仲緒を斬った。ときに民衆反乱の蜂起が続発し、地方の交通は寸断されていた。李景は兵を召募して、反乱軍の攻撃に備えた。李景は武賁郎将の羅芸と仲が悪く、羅芸は李景が反乱を計画していると誣告した。しかし煬帝の信任は揺るがなかった。
後に李景は高開道の包囲を受け、外からの援軍のないまま、1年あまりの籠城戦に耐えた。兵士たちは足の腫瘍を患って、死者は10人中6、7人にも及んだが、李景はかれらを統率して、ひとりの離反者も出さなかった。北平は高句麗遠征のための軍資を多く集積していたところであり、食糧や絹布も山積していたが、李景は私物化することがなかった。618年（大業14年）、煬帝が江都で死去した後、遼西郡太守の鄧暠が兵を率いて北平を救援し、李景は柳城に移ることができた。後に幽州に帰ろうとしたが、道中で反乱兵に襲撃され、殺害された。
子に李世謨があった。

## 伝記資料
- 『隋書』巻65 列伝第30
- 『北史』巻76 列伝第64